# Dioscorea bernoulliana
Dioscorea bernoulliana är en enhjärtbladig växtart som beskrevs av David Prain och Isaac Henry Burkill. Dioscorea bernoulliana ingår i släktet Dioscorea och familjen Dioscoreaceae. Inga underarter finns listade i Catalogue of Life.